# 발레리 샤리
발레리 퍄트로비치 샤리(벨라루스어: Валерый Пятровіч Шарый, 1947년 1월 2일 ~ )는 벨라루스의 역도 선수로 소련을 대표하였다.
체르벤에서 태어난 샤리는 1976년 하계 올림픽에서 올림픽 기록을 세우고, 라이트 헤비급 부문에서 금메달을 획득하였다.
그는 또한 1975년과 1976년 세계 역도 선수권 대회에 출전하여 같은 종목에서 우승하였다.